# Літературна премія імені Джозефа Конрада-Коженьовського

Літературна премія імені Джозефа Конрада-Коженьовського —  літературна премія, заснована у 2007 році Польським Інститутом у Києві.

## Мета нагороди
Вшанувати постать Джозефа Конрада-Коженьовського, зокрема:
- нагадати про видатного письменника і наголосити, що його постать є символом пан'європейської, польсько-українсько-британської культурної спадщини;
- привернути увагу українських еліт до українського коріння поляків, котрі досягли світового визнання;
- підкреслити роль Польщі як країни, що високо цінує творчі досягнення сучасних українських письменників у контексті спільної польсько-української культурної спадщини;
- підтримати молодих українських літераторів; показати, що вони цікаві не тільки в Україні, а є «гравцями європейської ліги».

## Періодичність
Літературну премію імені Джозефа Конрада-Коженьовського присуджують щодва роки.

## Номінанти
Премію присуджують українському письменникові віком до 40 років, незалежно від місця його проживання, прижиттєво. Премією відзначаються послідовність у реалізації творчого шляху, інноваційність форми, ламання стереотипів та універсалізм послання. Кандидатури на присудження премії можуть висувати українські та іноземні культурні інституції, наукові центри, видавництва, творчі об'єднання та приватні особи.

### Визначення лауреата
Визначення лауреата відбуватиметься у два етапи:
1. Із числа номінованих кандидатур журі обирає трьох фіналістів.
2. Остаточне рішення журі приймає шляхом таємного голосування.

## Винагорода
Лауреат отримає грошову винагороду у розмірі 3000 євро (у гривневому еквіваленті) та піврічне стажування у Польщі у рамках стипендіальної програми Міністра культури і національної спадщини Республіки Польща «GAUDE POLONIA», яка призначена для молодих митців і перекладачів польської літератури з країн Центрально-Східної Європи.

## Лауреати

### 2007
- Переможець: Тарас Прохасько.
- Фіналісти: Наталка Сняданко, Сергій Жадан.

### 2009
- Переможець: Сергій Жадан.
- Фіналісти: Наталка Сняданко, Таня Малярчук.

### 2011
- Переможець: Наталка Сняданко.
- Фіналісти: Андрій Бондар, Маріанна Кіяновська.

### 2013
- Переможець: Таня Малярчук
- Фіналісти: Андрій Бондар, Таня Малярчук, Остап Сливинський.

### 2015
- Переможець: Софія Андрухович[1]
- Фіналісти: Софія Андрухович, Остап Сливинський, Олексій Чупа.

### 2017
- Переможець: Катерина Калитко
- Фіналісти: Любко Дереш, Катерина Калитко та Ірина Цілик.[2]

### 2019
- Переможець: Артем Чех[3].
- Фіналісти: Катерина Бабкіна, Ірина Цілик, Артем Чех.

### 2021
- Переможець: Вікторія Амеліна[4]
- Фіналісти: Вікторія Амеліна, Катерина Бабкіна, Павло Коробчук

### 2024
- Переможець Любка Андрій Степанович[5].